# 춘천출입국·외국인사무소
춘천출입국·외국인사무소(春川出入國·外國人事務所)는 대한민국 법무부의 소속기관이다. 2018년 5월 10일 발족하였으며, 강원특별자치도 춘천시 동내면 사암길 12에 위치하고 있다. 소장은 서기관으로 보한다.

## 직무
- 내·외국인의 출입국심사
- 외국인의 등록 및 지문찍기
- 출입국사범의 단속·수사·인수 및 외국인에 대한 동향조사
- 체류자격외의 활동을 하는 외국인에 대한 활동중지명령
- 외국인의 거소 및 활동범위의 제한
- 외국인의 준수사항의 결정
- 재외동포 거소신고등에 관한 사항
- 출입국관리기록의 정리와 보관
- 외국인의 보호 및 강제퇴거
- 보호외국인에 대한 분류심사 및 조사
- 보호자에 대한 접견 및 입·출소관리
- 보호자의 경비 및 보호
- 국적취득의 신청, 국적이탈·상실 신고 그 밖의 국적민원 접수 및 실태조사
- 난민인정 결정 및 난민 처우 등에 관한 사항
- 「출입국 관리법 시행령」 별표 1에 따른 외국인의 체류자격 중 거주(F-2), 영주(F-5) 등을 가진 정주외국인 및 귀화자 등의 네트워크 구축·운영 지원에 관한 사항
- 사증발급인정서의 발급 등에 관한 사항
- 기타 내·외국인의 출입국관리에 관한 사항

## 연혁
- 1963년 12월 17일: 서울출입국관리사무소 소속으로 묵호출장소 설치.[2]
- 1965년 4월 20일: 서울출입국관리사무소 소속으로 속초출장소 설치.[3]
- 1966년 4월 16일: 묵호출장소를 법무부 소속 묵호출입국관리사무소로 승격하고 속초출장소를 소속기관으로 편입.[4]
- 1980년 4월 10일: 묵호출입국관리사무소를 동해출입국관리사무소로 개편. 속초출장소를 폐지하고 묵호출장소를 설치.[5]
- 1984년 12월 27일: 묵호출장소 폐지.[6]
- 1997년 8월 13일: 법무부 소속으로 춘천출입국관리사무소를 설치하고 동해출입국관리사무소를 춘천출입국관리사무소 소속 동해출장소로 격하.[7]
- 2001년 4월 24일: 소속기관으로 속초출장소 설치.[8]
- 2004년 6월 12일: 소속기관으로 고성출장소 설치.[9]
- 2018년 5월 10일: 춘천출입국·외국인사무소로 개편.[10]

## 관할 구역
- 강원특별자치도[11]
- 경기도 가평군

## 소속기관
출장소
| 명칭       | 위치                                    | 관할구역                                          |
| ---------- | --------------------------------------- | ------------------------------------------------- |
| 동해출장소 | 강원특별자치도 동해시 해안로 225        | 강원특별자치도 동해시·강릉시·삼척시·태백시·정선군 |
| 속초출장소 | 강원특별자치도 속초시 동명항길 26       | 강원특별자치도 속초시·고성군·양양군               |
| 고성출장소 | 강원특별자치도 고성군 현내면 명파리 201 | 고성터미널                                        |